# Autocesta M6 (Mađarska)
Autocesta M6 (mađ. M6-os autópálya) je autocesta u Mađarskoj, koja cijelom svojom dužinom ide uz rijeku Dunav i povezuje Budimpeštu s Pečuhom, te ide dalje prema jugu, prema Hrvatskoj, gdje će biti spojena s hrvatskom autocestom A5. Dio je paneuropskog koridora 5c. 

## Tijek poslova
- 11. lipnja 2006. otvorena dionica Érd – Dunaújváros, duga 58 km.
- 22. rujna 2008. otvoreno 11 km brze ceste Érd – budimpeštanska obilaznica.
- Sljedeće otvoreno 31. ožujka 2010.
  - Dunaújváros – Szekszárd (67 km)
  - Szekszárd – Boja (47 km)
  - Također otvorena i M60, duga 30 km, ide od Pečuha do Boja.

Najjužniji dio Boja – Ivándárda (granica s Hrvatskom) bit će završen kada se dovrši hrvatski dio od Belog Manastira do granice s Mađarskom.